# Culture de Janislawice

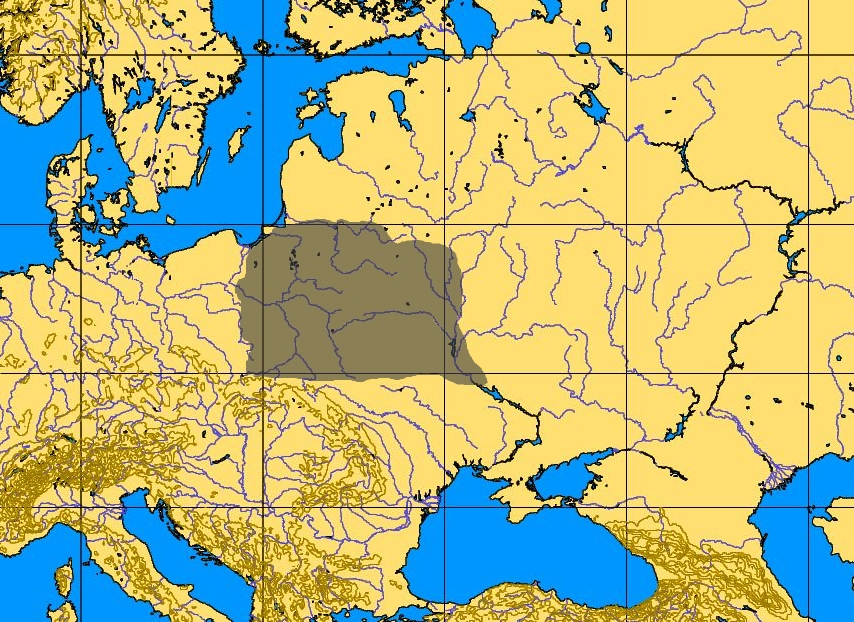
Extension de la culture de Janislawice

La culture de Janislawice est une culture archéologique du Mésolithique final, qui s'est développée en Pologne et dans l'ouest de la Biélorussie à partir du VIe millénaire av. J.-C.

## Historique
La culture de Janislawice a été décrite par le préhistorien polonais Stefan Kozłowski en 1964. Elle tire son nom du village de Janislawice, près de Skierniewice, au sud-ouest de Varsovie, dans la voïvodie de Łódź (Pologne).

## Chronologie
La culture de Janislawice émerge au VIe millénaire av. J.-C. et dure jusqu'au début du IVe millénaire av. J.-C.. Dans sa partie occidentale elle succède à la culture de Komornica. Elle pourrait trouver son origine dans les régions du nord de la mer Noire. La technique de fabrication des outils de silex ressemble en effet à celle trouvée plus au sud-est, en Ukraine, où une telle technique était pratiquée antérieurement.
La culture de Janislawice était bordée au nord par la culture de Niémen.